# Còssifa olivaci
El còssifa olivaci (Cossypha anomala; syn: Dessonornis anomalus) és una espècie d'ocell paseriforme de la família dels muscicàpids. Es troba únicament al massíssos Mulanje, en el sur de Malaui, i Namuli, en el nord de Moçambic. El seu hàbitat principal són els boscos tropicals i subtropicals de frondoses humits de l'estatge montà. El seu estat de conservació és considerat gairebé amenaçat.

## Taxonomia
Segons el Handook of the Birds of the World i la quarta versió de la BirdLife International Checklist of the birds of the world (Desembre 2019), aquest tàxon estaria classificat dins del gènere Dessonornis Tanmateix, altres obres taxonòmiques, com la llista mundial d'ocells del Congrés Ornitològic Internacional (versió 11.2, juliol 2021), no reconeixen aquest gènere i consideren les espècies que el componen dins del gènere Cossypha.
A més, el COI tampoc reconeix la segmentació de dos subespècies del còssifa olivaci que el Handbook considera que constituirien, de fet, espècies separades:
- Dessonornis mbuluensis - Còssifa de Mbulu (Cossypha anomala mbuluensis, segons el COI) - a les terres altes de Mbulu, al centre-nord de Tanzània
- Dessonornis macclounii - Còssifa de MacClounie (Cossypha anomala macclounii, segons el COI) - a Malawi, Zàmbia i Tanzània.

Per al COI, doncs l'àrea de distribució del còssifa olivaci també inclouria la d'aquests dos tàxons.